# Portal de Centelles
El Portal de Centelles és l'antiga entrada monumental a la vila de Centelles (Osona). Està declarat bé cultural d'interès nacional.

## Descripció
Aquest portal forma part de les antigues muralles de la ciutat construïdes al segle xvi. La part de davant està formada per un arc semicircular amb dovelles; damunt hi ha l'escut d'armes dels Centelles. També se'n conserven quatre merlets i dues espitlleres trabucaires. A l'altre costat no hi ha elements defensius però sí ornamentals, com una finestra motllurada, un petit escut i una gran arcada de volta rebaixada.

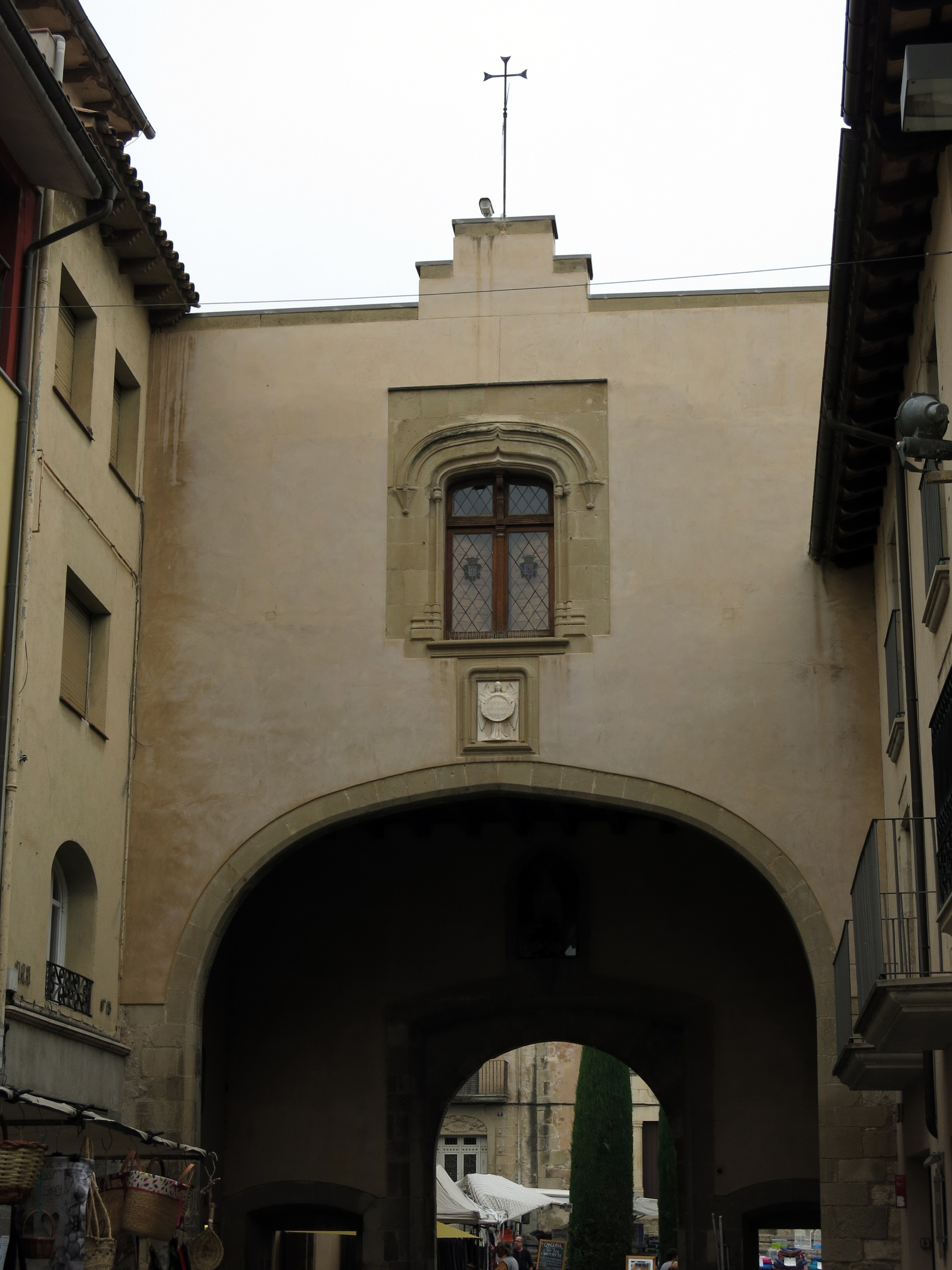
L'arc rebaixat del Portal, a la cara interior, vist del carrer Nou estant

## Història
La creació de les muralles de Centelles s'esdevé durant la gran empenta demogràfica i urbanística que es dona al nucli de la vila al segle xvi. L'antiga sagrera de Santa Coloma, antic nom del municipi, ja tenia murs que la tancaven des del 1329. Guillem Ramon II, baró de Centelles i comte de Quirra, es va fer càrrec de l'herència de Centelles vers l'any 1537 i, entre aquest any i el de la seva mort, ocorreguda el 1565, tingué lloc una transformació total de la vila; va ser llavors quan es van construir les muralles noves.
L'any 1919 el Portal fou reformat i restaurat per l'arquitecte Jeroni Martorell i Terrats.